# Омер Ацілі
Омер Ацілі (Іврит: עומר אצילי; нар. 27 липня 1993) — ізраїльський професійний футболіст, який виступає на позиції атакувального півзахисника або вінгера. Виступає за «Бейтар» (Єрусалим).

## Біографія
Ацілі народився в місті Холон, Ізраїль, у родині євреїв румунського походження. Його дід по материнській лінії народився в Бухаресті, Румунія.
Він також має румунський паспорт через його румунське походження, що полегшує перехід до певних європейських футбольних ліг.

## Клубна кар'єра
Ацілі розпочав свою кар'єру в молодіжній команді тель-авівського «Маккабі» у 2002 році. У 2010 році він перейшов до іншої ізраїльської команди, «Хапоеля» з Рішон-ле-Ціона , а також провів з ним останній із трьох сезонів, виступаючи як за молодіжну, так і за основну команди.

### «Хапоель» (Рішон-ле-Ціон)
30 липня 2011 року Ацілі дебютував у головній команді, вийшовши на заміну на 77-й хвилині під час домашньої перемоги з рахунком 2:1 проти «Хапоеля» з Беер-Шеви під час Кубка Тото.
12 травня 2012 року Ацілі забив свій перший гол в Ізраїльській Прем'єр-лізі у виграшному домашньому матчі проти «Хапоеля» з Акко з рахунком 2:1; його команда вилетіла в кінці сезону. Згодом він став важливим гравцем для клубу в Лізі Леуміт, забивши шість голів, але його команда не вийшла до вищого дивізіону через плей-оф. Ацілі допоміг своїй команді виграти Кубок Тото 2012—2013 для клубів ізраїльської Ліги Леуміт.

### «Бейтар» (Єрусалим)
30 липня 2013 року Ацілі підписав чотирирічний контракт з клубом Ізраїльської Прем'єр-ліги «Бейтар» з Єрусалиму. Він дебютував за клуб 24 серпня, вийшовши в стартовому складі програного з рахунком 2:0 домашнього матчу проти «Хапоеля» з Беер-Шеви , і в основному виходив на заміну протягом свого першого сезону.
Лише в сезоні 2015—2016 років Ацілі став беззаперечним гравцем основи клубу, де він забив сім найкращих голів у кар'єрі.
Він також був капітаном клубу.

### «Гранада»
31 серпня 2016 року Ацілі підписав чотирирічну угоду з  командою іспанської Ла Ліги «Гранадою», за чутками, вартість склала 750 000 євро. Він дебютував у Ла Лізі 11 вересня, вийшовши зі старту в програшному домашньому матчі проти «Ейбара» з рахунком 2:1.
Загалом Ацілі зіграв за клуб 11 матчів чемпіонату та кубка, п'ять з яких у стартовому складі. Йому не вдалося забити, після закінчення сезону 2016-17 клуб вилетів з Ла Ліги, й Ацілі залишив «Гранаду».

### «Маккабі» (Тель-Авів)
20 червня 2017 року Ацилі підписав чотирирічну угоду з ізраїльським клубом Прем'єр-ліги «Маккабі».

### «АПОЕЛ»
23 серпня 2020 року Ацилі підписав дворічний контракт з клубом Першого кіпрського дивізіону АПОЕЛ. У трансферне вікно в середині сезону його було звільнено від контракту, і він залишив команду 5 січня 2021 року.

### «Маккабі» (Хайфа)
13 січня 2021 року Ацилі підписав угоду на три з половиною роки з Ізраїльським клубом Прем'єр-ліги «Маккабі» з Хайфи.
23 серпня 2022 року під час матчу-відповіді плей-оф кваліфікації Ліги чемпіонів УЄФА 2022—2023 проти сербської «Црвени Звезди» Ацілі забив останній гол у кваліфікації своєї команди, виконавши штрафний удар на 90-й хвилині, який змусив гравця суперника забити автогол, забезпечивши «Маккабі» виїзну нічию 2–2 (загальна сума м'ячів 5–4) і місце в груповому етапі Ліги чемпіонів УЄФА. 11 жовтня 2022 року Ацілі забив свій перший і другий голи в Лізі чемпіонів, відзначившись голом у домашньому переможному матчі проти італійського «Ювентуса» з рахунком 2:0, що стало першою перемогою його клубу в турнірі з сезону 2002—2003 років. Він також став гравцем того матчу за версією УЄФА.

### «Аль-Айн»
14 червня 2023 року Ацілі підписав трирічну угоду з клубом чемпіонату ОАЕАбу-Дабі «Аль-Айном», ставши першим ізраїльським гравцем, який грав в арабській країні. Його річна зарплата складає приблизно 1,9 мільйона доларів без урахування будь-яких бонусів за перемогу. Під час презентації Ацілі був представлений як румунський гравець, а не ізраїльтянин. До того, як прийняти пропозицію, Ацілі мав конкретні запити, пов’язані з його єврейською вірою, що дозволяло йому утримуватися від гри чи тренувань під час різних свят. Крім того, в контракті зазначено, що Ацілі не братиме участь у виїзних матчах за межами Еміратів у рамках Азійської Ліги чемпіонів. Ця вимога враховує потенційні зіткнення з клубами з країн, ворожих Ізраїлю, таких як Іран чи Сирія, під час змагань.

## Кар'єра у збірній
Виступав за юнацьку та молодіжну збірну Ізраїлю.
Ацілі був вперше викликаний до національної збірної Ізраїлю 31 серпня 2016 року на матч кваліфікації чемпіонату світу з футболу 2018 проти Італії. Дебютував у збірній Ізраїлю 5 вересня 2016 року, замінивши Ніра Бітона під час домашньої поразки з рахунком 1:3 проти Італії.

## Особисте життя
У 2018 році він одружився зі своєю дівчиною Ор Бен-Давід. У них є син, який народився у 2018 році та дочка 2020 року народження.

## Досягнення

#### Хапоель (Рішон-ле-Ціон)
- Кубок Тото (Ліга Леуміт): 2012—2013

#### Маккабі (Тель-Авів)
- Прем'єр-ліга Ізраїлю: 2018–2019, 2019–2020
- Кубок Тото (Прем'єр ліга): 2017–2018, 2018–2019

#### Маккабі (Хайфа)
- Прем'єр-ліга Ізраїлю: 2020–2021, 2021–2022, 2022–2023
- Кубок Тото (Прем'єр ліга): 2021–2022
- Суперкубок Ізраїлю: 2021

#### Аль-Айн
- Ліга чемпіонів АФК: 2023–2024

#### Індивідуальні
- Найкращий асистент Прем'єр-ліги Ізраїлю: 2020—2021, 2021—2022
- Найкращий бомбардир Прем'єр-ліги Ізраїлю: 2021–2022, 2022–2023
- Ізраїльський футболіст року: 2021—2022